# Герб Нижнекамчатска
Герб бывшего города Нижнекамчатска, Иркутского наместничества полуострова Камчатка.
29 марта 1968 года Нижнекамчатск был закрыт. Жителей переселили в населённые пункты Усть-Камчатск и Ключи.

## Описание герба
«Въ верхней части щита герб Иркутскій. Въ нижней части, въ голубомъ поле, китъ, в знакъ того, что у сего города въ Океане много ихъ находится».

## История герба
Нижнечамчатск — упразднённый город на полуострове Камчатке, в нижнем течении реки Камчатки. Нижнекамчатский острог был основан в 1703 году, в 1731 разрушен камчадалами.
Новый острог был построен в 90 километрах ниже по реке, близ озера Шантал (ныне Ажабачье), и он получил название Нижнешантальский. Но уже в 1732 году его уже именовали Нижним Камчадальским острогом, а с 1742 года — Нижним Камчатским. Жители занимались рыбным и звериным промыслом, а также мелкой торговлей с туземцами.
Исторический герб Нижнечамчатска был Высочайше утверждён 13 (24) марта 1777 года императрицей Екатериной II вместе с другими гербами городов Иркутской губернии (ПСЗ, 1777, Закон № 14598).
В 1783 году указом Екатерины II Нижнекамчатск был возведён в статус уездного города Иркутского наместничества.

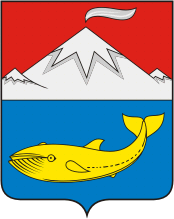
Герб Усть-Камчатского района (2003 год)

Герб Нижне-Камчатска был Высочайше утверждён указом Императрицы Екатерины II 26 октября 1790 года вместе с другими гербами Иркутского наместничества.. В верхней части утверждённых гербов размещался герб Иркутска, который имел следующее описание «В серебряном поле щита бегущий тигр, а в роту у него соболь. Сей герб старый».
Герб Нижне-Камчатска стал прообразом герба Усть-Камчатского района, Камчатского края утверждённого 2 апреля 2003 года.
В отдельных источниках встречается информация, что герб Нижне-Камчатска (1790 года) является гербом Усть-Камчатска, но это официально не подтверждено.